# دی. ام. بنت

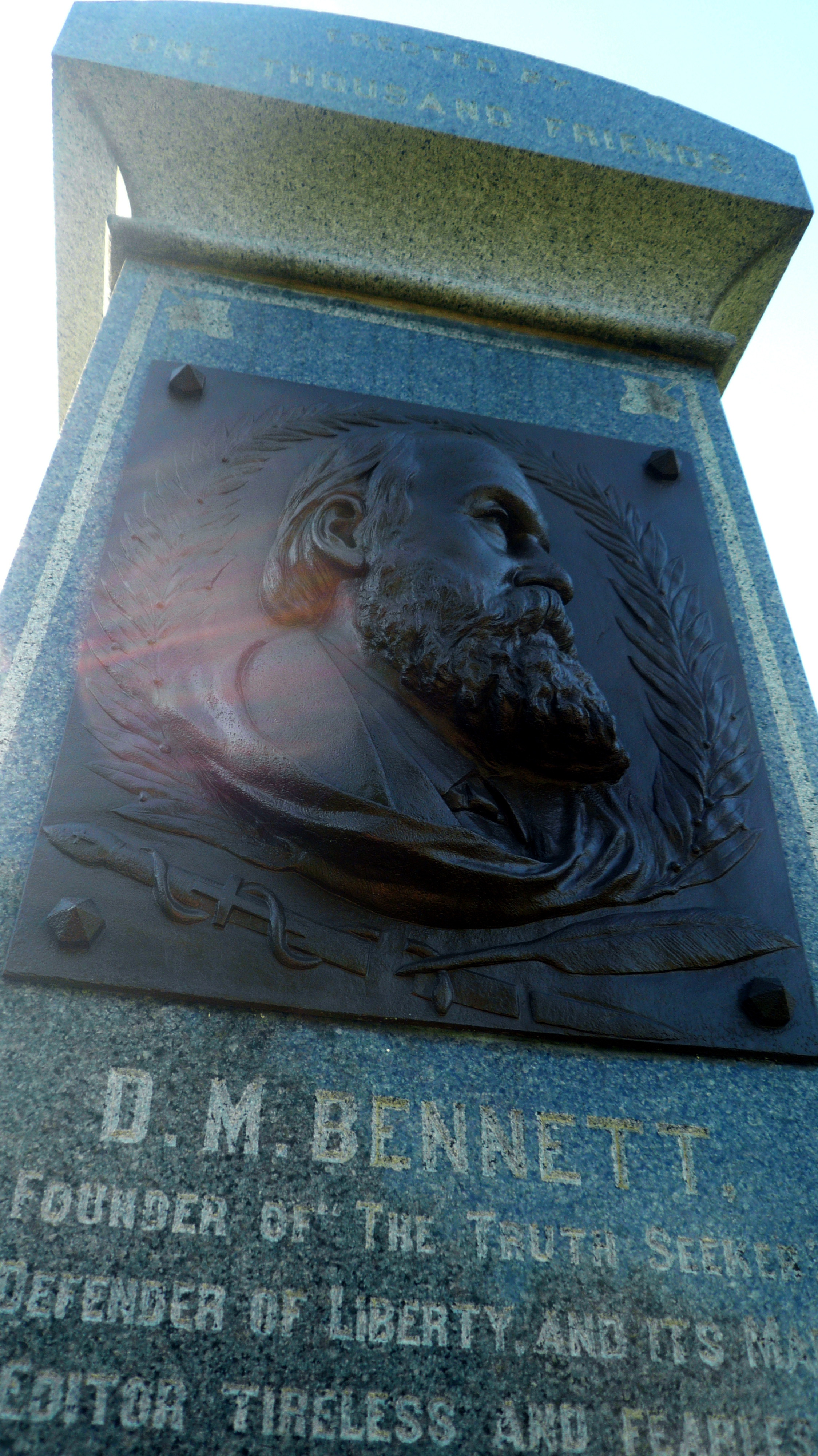
آرامگاه بنت در بروکلین

دروبینیا مورتیمر بنت (به انگلیسی: DeRobigne Mortimer Bennett) (زادهٔ ۲۳ دسامبر ۱۸۱۸-درگذشتهٔ ۶ دسامبر ۱۸۸۲ میلادی) که بیشتر با نام دی. ام. بنت شناخته می‌شود از بنیانگذاران و ناشران مجله تروت سیکر که انتشاراتی رادیکال و اصلاحگر اندیشه آزاد بود به‌شمار می‌آمد.

## پیگرد قانونی
آنتونی کامستاک مأمور سرویس بازرسی پستی ایالات متحده آمریکا بنت را در ۱۰ دسامبر ۱۸۷۸. به دلیل ارسال یک رساله با دیدگاه عشق آزاد به نام یوغ‌های کوپیدو بازداشت کرد.بنت مورد پیگرد قانونی و سپس در معرض یک محاکمه گسترده قرار گرفت؛ و به مدت سی ماه در زندانی در آلبانی گذراند که از نظر سلامت آسیب زیادی دید و باوجود حمایت‌ها از او و درخواست قوی هواداران برای عفو او از رئیس‌جمهور رادرفورد بیرچارد هیز وی او را نبخشید و به جای بخشش او نویسنده اصلی عزرا هیوود بخشیده شد.